# Stadium de Toulouse
A Stadium de Toulouse Franciaországban, Toulouse-ban található. A Toulouse FC labdarúgócsapat otthona, a hazai bajnoki mérkőzéseinek színhelye. A város rögbicsapata, a Stade Toulousain is itt rendezi hazai bajnoki találkozóit. A létesítmény nézőterének befogadó képessége 35 575 fő. Az 1998-as labdarúgó-világbajnokság alatt hat mérkőzést játszottak a stadionban. 2007-es rögbi világbajnokság egyik helyszíne volt.